# Christoffer Valdemarsøn
Christoffer Valdemarsøn (1341 – 11. juni 1363), hertug af Lolland, var søn af kong Valdemar Atterdag og hans hustru, Dronning Helvig. Christoffer blev udnævnt til hertug i 1359 og blev også udpeget som kongens efterfølger.
Han nævnes første gang i 1354–55, og i 1358 blev han sendt til Nyborg af sin far for at forhandle med repræsentanter for de oprørske jyder. Han blev involveret i regeringens beslutninger og blev udnævnt til hertug af Lolland. Han kaldte sig også selv for de danskes og slavernes sande arving.
Christoffer deltog aktivt i krigen for generobringen af Skåne, som hans far havde indledt. Christoffer blev såret under Slaget ved Helsingborg i 1362. De tyske krøniker er uklare om, hvilket våben der forårsagede prinsens dødelige sår, men ifølge den svenske Henrik Smiths krønike fra begyndelsen af 1500-tallet blev Christoffer ramt af en sten under kamp til søs. Ifølge Nordisk familjebok blev Christoffer ramt i hovedet af en sten og led efterfølgende af en sindssygdom.
Christoffer døde af en sygdom året efter i København. Selvom hans død ofte tilskrives krigsskaderne, er det ukendt, i hvor høj grad skaderne faktisk bidrog til sygdommen.
I stedet for at blive begravet i Sorø Klosterkirke sammen med sin far og mor, blev han begravet i Roskilde Domkirke sammen med sin søster Margrete, den senere dronning af Danmark.
Hans gravmæle blev oprindeligt bestilt i Centraleuropa og viser en alabastfigur af en ung ridder i fuld rustning, dekoreret med ædelstene og omgivet af våbenskjolde fra Danmark, Halland og Lolland. Graven er tom, da prinsen formodentlig er begravet under kirkegulvet.
Det alabastgravmæle, man ser i dag, blev restaureret i 1879 af billedhuggeren Vilhelm Bissen ud fra fragmenterede rester, efter at det var blevet ødelagt under Reformationen.